# المنازل قيد الإنتظار
المنازل قيد الانتظار (بالإنجليزية: Pending Home Sales) هو إحدى مؤشرات قطاع المنازل يصدر عادة في أول أسبوع من كل شهر، و يعتبر إحدى المؤشرات القائدة لسوق المنازل، و الذي يحصي عدد عقود شراء المنازل من قبل عائلة ما في الفترة المحددة، حيث لا يعتبر عقد الشراء من ضمن المنازل التي تم بيعها إلا في حال إغلاق الدفعات المالية كاملة، و يعلن عن المؤشر من قبل الرابطة الوطنية للوسطاء العقاريين في الولايات المتحدة.